# Campylopus bicolor
Campylopus bicolor là một loài Rêu trong họ Dicranaceae. Loài này được (Hornsch. ex Müll. Hal.) Wilson mô tả khoa học đầu tiên năm 1854.